# Voivres-lès-le-Mans
Voivres-lès-le-Mans est une commune française, située dans le département de la Sarthe en région Pays de la Loire, peuplée de 1 350 habitants (les Voivrais).
La commune fait partie de la province historique du Maine, et se situe dans le Haut-Maine (Maine roux).

## Géographie
| Louplande        | Louplande           | Étival-lès-le-Mans, Allonnes |
| Louplande        | Voivres-lès-le-Mans | Spay                         |
| Roézé-sur-Sarthe | Roézé-sur-Sarthe    | Fillé                        |

### Climat
Pour des articles plus généraux, voir Climat des Pays de la Loire et Climat de la Sarthe.
En 2010, le climat de la commune est de type climat océanique dégradé des plaines du Centre et du Nord, selon une étude du CNRS s'appuyant sur une série de données couvrant la période 1971-2000. En 2020, Météo-France publie une typologie des climats de la France métropolitaine dans laquelle la commune est exposée à un climat océanique et est dans la région climatique  Moyenne vallée de la Loire, caractérisée par une bonne insolation (1 850 h/an) et un été peu pluvieux. 
Pour la période 1971-2000, la température annuelle moyenne est de 11,2 °C, avec une amplitude thermique annuelle de 14,4 °C. Le cumul annuel moyen de précipitations est de 692 mm, avec 11,3 jours de précipitations en janvier et 6,9 jours en juillet. Pour la période 1991-2020, la température moyenne annuelle observée sur la station météorologique de Météo-France la plus proche, sur la commune du Mans à 12 km à vol d'oiseau, est de 12,4 °C et le cumul annuel moyen de précipitations est de 693,4 mm,. Pour l'avenir, les paramètres climatiques de la commune estimés pour 2050 selon différents scénarios d'émission de gaz à effet de serre sont consultables sur un site dédié publié par Météo-France en novembre 2022.

## Urbanisme

### Typologie
Au 1er janvier 2024, Voivres-lès-le-Mans est catégorisée commune rurale à habitat dispersé, selon la nouvelle grille communale de densité à sept niveaux définie par l'Insee en 2022.
Elle est située hors unité urbaine. Par ailleurs la commune fait partie de l'aire d'attraction du Mans, dont elle est une commune de la couronne,. Cette aire, qui regroupe 144 communes, est catégorisée dans les aires de 200 000 à moins de 700 000 habitants,.

### Occupation des sols
L'occupation des sols de la commune, telle qu'elle ressort de la base de données européenne d’occupation biophysique des sols Corine Land Cover (CLC), est marquée par l'importance des territoires agricoles (79,7 % en 2018), en diminution par rapport à 1990 (86,8 %). La répartition détaillée en 2018 est la suivante : 
prairies (40,2 %), terres arables (35,5 %), zones urbanisées (10,8 %), zones industrielles ou commerciales et réseaux de communication (5,2 %), forêts (4,2 %), zones agricoles hétérogènes (4 %), eaux continentales (0,2 %). L'évolution de l’occupation des sols de la commune et de ses infrastructures peut être observée sur les différentes représentations cartographiques du territoire : la carte de Cassini (XVIIIe siècle), la carte d'état-major (1820-1866) et les cartes ou photos aériennes de l'IGN pour la période actuelle (1950 à aujourd'hui).

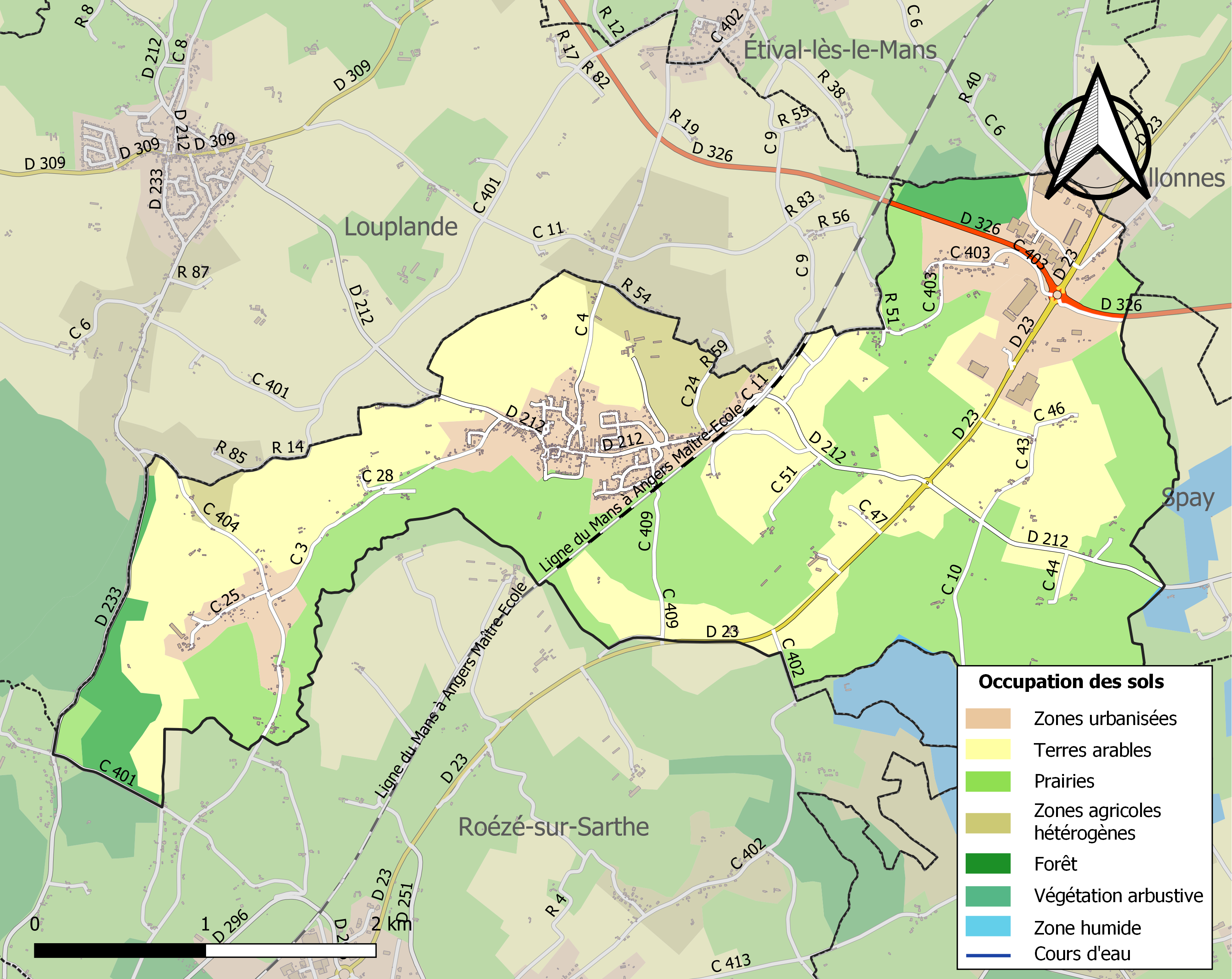
Carte des infrastructures et de l'occupation des sols de la commune en 2018 (CLC).

## Toponymie
Le nom de la localité est attesté sous les formes Vodebris au IXe siècle, villa Vodebis et juxta Vuodebris vers 840, Vedobris en 1014, de Voevrio  et de Voovrio en 1134 et 1136, de Voveriis au XIIe siècle, de Voivres vers 1206 et Voyevres en 1294. Il serait issu du gaulois vidu-, « bois », et briga, « montagne »,.
En 1933, Voivres est adjoint du locatif lès-le-Mans. Le code officiel géographique retient la règle des traits d'union et de la minuscule pour les articles non initiaux des toponymes de communes, contrairement à la référence à la commune du Mans qui inciterait à écrire Le Mans.

## Histoire
Des outils de l'époque moustérienne attestent d'une présence humaine, à Voivres, entre 35 000 et 100 000 ans.

## Politique et administration
| Période                                  | Période   | Identité          | Étiquette | Qualité                  |
| ---------------------------------------- | --------- | ----------------- | --------- | ------------------------ |
| avant 1988                               | 1995      | Denyse Roussey    |           |                          |
| 1995                                     | mars 2001 | Jack Piron        |           |                          |
| mars 2001                                | mars 2014 | Philippe Girardot |           | Installateur d'antennes  |
| mars 2014                                | En cours  | Martine Couet     | SE        | Chef de service éducatif |
| Les données manquantes sont à compléter. |           |                   |           |                          |

Le conseil municipal est composé de quinze membres dont le maire et quatre adjoints.

## Démographie
L'évolution du nombre d'habitants est connue à travers les recensements de la population effectués dans la commune depuis 1793. Pour les communes de moins de 10 000 habitants, une enquête de recensement portant sur toute la population est réalisée tous les cinq ans, les populations de référence des années intermédiaires étant quant à elles estimées par interpolation ou extrapolation. Pour la commune, le premier recensement exhaustif entrant dans le cadre du nouveau dispositif a été réalisé en 2008.
En 2022, la commune comptait 1 350 habitants, en évolution de −2,03 % par rapport à 2016 (Sarthe : −0,25 %, France hors Mayotte : +2,11 %).
| 1793 | 1800 | 1806 | 1821 | 1831 | 1836 | 1841 | 1846 | 1851 |
| ---- | ---- | ---- | ---- | ---- | ---- | ---- | ---- | ---- |
| 503  | 470  | 477  | 488  | 542  | 532  | 534  | 603  | 612  |

| 1856 | 1861 | 1866 | 1872 | 1876 | 1881 | 1886 | 1891 | 1896 |
| ---- | ---- | ---- | ---- | ---- | ---- | ---- | ---- | ---- |
| 639  | 600  | 604  | 525  | 567  | 576  | 588  | 587  | 553  |

| 1901 | 1906 | 1911 | 1921 | 1926 | 1931 | 1936 | 1946 | 1954 |
| ---- | ---- | ---- | ---- | ---- | ---- | ---- | ---- | ---- |
| 580  | 571  | 553  | 539  | 548  | 490  | 466  | 465  | 515  |

| 1962 | 1968 | 1975 | 1982 | 1990 | 1999 | 2006  | 2008  | 2013  |
| ---- | ---- | ---- | ---- | ---- | ---- | ----- | ----- | ----- |
| 547  | 600  | 614  | 712  | 773  | 846  | 1 098 | 1 169 | 1 276 |

| 2018  | 2022  | - | - | - | - | - | - | - |
| ----- | ----- | - | - | - | - | - | - | - |
| 1 377 | 1 350 | - | - | - | - | - | - | - |

## Culture locale et patrimoine

### Lieux et monuments

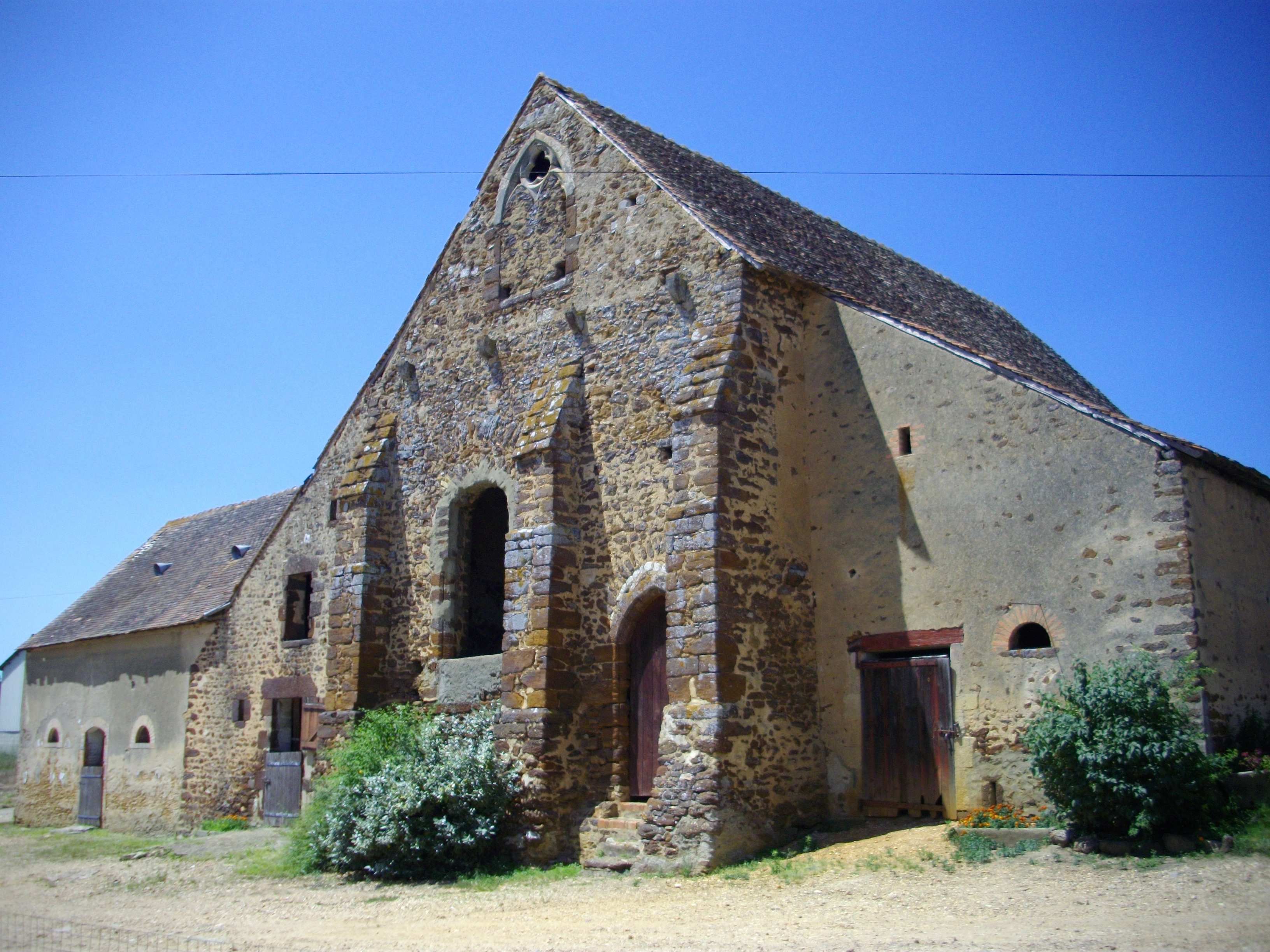
Le manoir de la Perrière.

- Église Saint-Étienne, du XIIe siècle et ses retables du XVIIIe siècle[23].
- Manoir de la Perrière, du XIIe siècle.
- Four à chanvre, restauré en 2008.
- Lavoir.

### Héraldique
| Blason de Voivres-lès-le-Mans | Blason  | Écartelé: aux 1er et 4e d'azur à trois épis de blé d'or rangés en fasce, au 2e et 3e de gueules à trois têtes de lion (?) d'or, les deux du chef adossées dans le 2e quartier et contournées dans le 3e. |
| Blason de Voivres-lès-le-Mans | Détails | Le statut officiel du blason reste à déterminer. |

## Sources